# Rio Jarama
O rio Jarama é um rio espanhol. É um dos principais afluentes do rio Tejo em Espanha; nasce na Peña Cebollera e tem um comprimento de 190 km.
Percorre as províncias de Guadalajara e Madrid. Os seus principais afluentes são, pela margem direita, os rios Lozoya, Guadalix e Manzanares; e, pela esquerda o Henares e o Tajuña.
No primeiro trecho do seu percurso, bordeja o faial de Montejo, constituindo o limite entre as províncias de Madrid e Guadalajara. Entra na província de Guadalajara perto de La Hiruela, percorrendo Colmenar de la Sierra, Matallana e El Vado, onde as suas águas são retidas na albufeira que tem o nome da antiga povoação inundada (El Vado). Entra de novo na província de Madrid perto de Patones de Abajo, recebendo o caudal do rio Lozoya. A partir daí, segue a direção norte-sul, passando por Talamanca de Jarama e, deixando à sua direita o município de Madrid perto do Aeroporto de Madrid-Barajas. O rio teve que ser levemente desviado durante a última ampliação do aeroporto, para a construção da pista 15R-33L.
Passado o aeroporto, recebe os seus principais afluentes: Henares, Tajuña e Manzanares. Finalmente desagua no rio Tejo um pouco antes de chegar a Aranjuez, constituindo aí a maior parte do seu caudal.